# Aliança de Igrejas Presbiterianas e Reformadas da América Latina
A Aliança de Igrejas Presbiterianas e Reformadas da América Latina - AIPRAL (em espanhol: Alianza de Iglesias Presbiterianas y Reformadas de America Latina) é uma comunhão de denominações reformadas presentes na América Latina e no Caribe, que é formada por cerca de 22 igrejas membro, de 16 países diferentes. As igrejas pertencentes a Aliança são aquelas que traçam sua história na Reforma Protestante como igrejas presbiterianas, reformadas continentais, congregacionais e Igrejas Unidas, além dos movimentos pré-reformados como as igrejas valdenses e morávias.
A Aliança é um conselho da Comunhão Mundial das Igrejas Reformadas. Este órgão, de caráter global, reúne 230 denominações e cerca 100 milhões de membros.

## História
Em julho de 1955 foi formada Comissão de Cooperação Presbiteriana na América Latina, em Campinas no Brasil, que contou com a participação de várias denominações presbiterianas e reformadas da região. Em 1966 ela tornou-se Associação de Igrejas Presbiterianas e Reformadas como parte da então Aliança Mundial de Igrejas Reformadas. Em 1997 na Assembleia Geral de Debrecen, Hungria ela mudou de nome para Aliança de Igrejas Presbiterianas e Reformadas da América Latina.
Em 2010 a Aliança Mundial de Igrejas Reformadas se uniu ao Conselho Ecumênico Reformado para formar a Comunhão Mundial das Igrejas Reformadas. Nesta época, a Aliança representava cerca de 3 milhões de membros.
Em 2016, a Igreja Presbiteriana Nacional do México (com 2,8 milhões de membros) se retirou da organização, sob alegação de ser discriminada pelas demais denominações membros pela sua oposição a ordenação de mulheres.
Desde então, a Aliança passou a representar cerca de 339 mil membros individuais.

## Participação social e política
A Aliança está diretamente ligada a movimentos ecumênicos e participa de reuniões com outras organizações religiosas em prol de diminuir a desigualdade social e exclusão na região latino-americana. A organização teve representantes em uma conferência realizada em 2012 na cidade de Guarulhos, São Paulo, com o intuito de diminuir a distribuição de renda em relações comerciais. A AIPRAL tem também, projetos ambientais de proteção a espécies animais e vegetais.
Em 2015 a Aliança pediu ao governo da Colômbia proteção a líderes religiosos do país que foram ameaçados de morte por grupos criminosos do pais. No mesmo ano, a AIPRAL se posicionou contra a corrupção na Guatemala.

## Igrejas membros
Em 2025, as igrejas membros são:
| País                          | Sub-família denominacional                                       | Denominação                                                      | Número de congregações | Número de membros | Ano       |
| ----------------------------- | ---------------------------------------------------------------- | ---------------------------------------------------------------- | ---------------------- | ----------------- | --------- |
| Argentina, Paraguai e Uruguai | Igrejas Unidas (Reformados continentais e Luteranos)             | Igreja Evangélica do Rio da Prata                                | 45                     | 25.000            | 2023      |
| Argentina e Uruguai           | Valdenses                                                        | Igreja Evangélica Valdense do Rio da Prata                       | 23                     | 13.685            | 2004      |
| Argentina                     | Reformados continentais                                          | Igrejas Reformadas na Argentina                                  | 11                     | 2.500             | 2017      |
| Argentina                     | Presbiterianos                                                   | Igreja Presbiteriana Santo André                                 | 17                     | 1.000             | 2017      |
| Brasil                        | Presbiterianos                                                   | Igreja Presbiteriana Independente do Brasil                      | 553                    | 96.396            | 2019      |
| Brasil                        | Congregacionais                                                  | Igreja Evangélica Congregacional do Brasil                       | 375                    | 50.000            | 2010      |
| Brasil                        | Presbiterianos                                                   | Igreja Presbiteriana Unida do Brasil                             | 44                     | 2.320             | 2020      |
| Chile                         | Presbiterianos                                                   | Igreja Presbiteriana do Chile                                    | 40                     | 2.807             | 2019      |
| Chile                         | Presbiterianos                                                   | Igreja Evangélica Presbiteriana no Chile                         | 12                     | 1.000             | 2006      |
| Colômbia                      | Presbiterianos                                                   | Igreja Presbiteriana da Colômbia                                 | 45                     | 12.000            | 2006      |
| Colômbia                      | Presbiterianos                                                   | Igreja Presbiteriana na Colômbia (Sínodo Reformado)              | 170                    | 9.205             | 2024      |
| Costa Rica                    | Presbiterianos                                                   | Igreja Evangélica Presbiteriana Costarricense                    | 24                     | 1.325             | 2013      |
| Cuba                          | Presbiterianos                                                   | Igreja Presbiteriana Reformada em Cuba                           | 59                     | 15.000            | 2006      |
| Cuba                          | Morávios                                                         | Igreja da Morávia em Cuba                                        | 8                      | 600               | 2021      |
| El Salvador                   | Reformados continentais                                          | Igreja Reformada Calvinista de El Salvador                       | 5                      | 3.212             | 2004      |
| Estados Unidos                | Presbiterianos                                                   | Caucus Presbiteriano Nacional Hispano Latino                     | -                      | -                 | -         |
| Honduras                      | Reformados continentais                                          | Igreja Cristã Reformada de Honduras                              | 75                     | 5.000             | 2011      |
| México                        | Presbiterianos                                                   | Comunhão Mexicana de Igrejas Reformadas e Presbiterianas         | -                      | -                 | -         |
| Nicarágua                     | Morávios                                                         | Igreja da Morávia na Nicarágua                                   | 226                    | 97.000            | 2021      |
| Porto Rico                    | Presbiterianos                                                   | Sínodo Presbiteriano Boriquen                                    | -                      | -                 | -         |
| República Dominicana          | Igrejas Unidas (Presbiterianos e Metodistas)                     | Igreja Evangélica Dominicana                                     | 101                    | 5.000             | 2022      |
| Venezuela                     | Presbiterianos                                                   | Igreja Presbiteriana da Venezuela                                | 17                     | 800               | 2018      |
| América Latina                | Aliança de Igrejas Presbiterianas e Reformadas da América Latina | Aliança de Igrejas Presbiterianas e Reformadas da América Latina | 1.850                  | 343.980           | 2004-2025 |

### Perfil dos membros
Sub-famílias denominacionais na Aliança de Igrejas Presbiteriana e Reformadas da América Latina pelo número de membros individuais
Depois de 2016, os presbiterianos representam 41,28% dos membros individuais da AIPRAL. Os morávios, são 28,37% dos membros e os congregacionais, 14,53%. As igrejas unidas são 8,72% dos membros, os valdenses são 3,98% e o menor grupo, as igrejas reformadas continentais, somam 3,11% dos membros.
Embora seja um conselho regional da Comunhão Mundial das Igrejas Reformadas (CMIR), nem todos os membros da CMIR na América Latina são membros da AIPRAL. A Igreja Nacional Presbiteriana do México, por exemplo, continua sendo membro da CMIR, mesmo depois de sair da AIPRAL.
A Igreja Evangélica Congregacional Argentina, Igreja Evangélica Presbiteriana na Bolívia, Igrejas Evangélicas Reformadas no Brasil, Igreja Evangélica Nacional Presbiteriana da Guatemala, Igreja Presbiteriana Associada Reformada do México e Igreja Presbiteriana Reformada do México são outros membros da CMIR na América Latina que não fazem parte da AIPRAL.
Várias denominações caribenhas optam por participar do Conselho de Área do Caribe e América do Norte, outro conselho local da CMIR, que reúne igrejas da América do Norte e Caribe, em vez da AIPRAL, tais como a Igreja Cristã Reformada na República Dominicana, Igreja Presbiteriana Guiana, Igreja Presbiteriana da Guiana, União Congregacional Guiana, Igreja Unida na Jamaica e nas Ilhas Cayman, Igreja Presbiteriana em Granada e Igreja Presbiteriana de Trinidad e Tobago. 
A Igreja Presbiteriana Reformada em Cuba e Igreja Evangélica Dominicana, participam dos dois conselhos regionais, simultaneamente.
Por outro lado, igrejas que não são membros da CMIR, participam do AIPRAL. A Igreja Presbiteriana Santo André e Igreja Presbiteriana do Chile deixaram a CMIR, mas permaneceram na AIPRAL.
Já a Igreja Evangélica Congregacional do Brasil, Igreja Presbiteriana na Colômbia (Sínodo Reformado) e Igreja da Morávia na Nicarágua nunca foram membros da CMIR, mesmo sendo membros da AIPRAL.